# هسکه مینه
هسکه مینه‌ (پشتو: هسکه مینه) شهری در افغانستان است. این شهر مرکز ولسوالی هسکه مینه می‌باشد.